# Ana Barrios Camponovo
Ana Barrios Camponovo   (Montevideo, 20 de juny de 1961) és una escriptora i il·lustradora uruguaiana.

## Trajectòria
Va estudiar medicina a l'Hospital de Clíniques i es va especialitzar en Medicina tradicional xinesa.
Va fer teatre a l'Uruguai i a l'exterior. El seu llibre Juan y la bicicleta encantada (1993) va ser publicat a Mèxic, Estats Units, Canadà i Filipines. Va ser actriu, guionista i coguionista al Grup Teatro de la Barraca, a l'Uruguai, Argentina i Brasil entre 1983 i 1987.
Alfaguara infantil va publicar el seu llibre Quepo Quito (1997), que va ser 2n Premi del Ministeri d'Educació i Cultura el 1997.
El seu llibre Juan y la bicicleta encantada va guanyar el premi Bartolomé Hidalgo el 1995.
Viu a Espanya, on publica i ensenya Txikung.

## Premis
| Any  | Premi                                | Llibre                        |
| ---- | ------------------------------------ | ----------------------------- |
| 1995 | Premi Bartolomé Hidalgo              | Juan y la bicicleta encantada |
| 1997 | Premi Ministeri d'Educació i Cultura | Quepo Quito                   |

## Obra
- Del verdadero origen de las cometas y otros cuentos del país de los nunca vistos, Tae, 1992, OCLC 42042638
- Juan y la bicicleta encantada, Tae, 1993
- Francisca y el corazón de las ideas, Tae, 1994
- Juan y la bicicleta encantada, Alfaguara, 1995, ISBN 9789974410220
- Juan y la bicicleta encantada, Houghton Mifflin, EEUU, Canadà i Filipines, 1997
- Quepo Quito, Alfaguara, 1997, ISBN 9789974590885
- Pipiribicho, Productora Editorial, 1997
- Evaristo camaleón, Productora Editorial, 1997
- Pipiribicho, Ediciones de Picaporte, Uruguai, 1998
- Mandalas a volar, Diputación Provincial de Cuenca/Devas, 2007, ISBN 9789875820333
- Señor niño, Universidad Nacional de Colombia, 2009
- ¡Qué bueno ser mamíferos!, Associació Mares de Leche, Cuenca (Espanya), 2014
- Quepo Quito, Santillana, 2014
- Juan y la bicicleta encantada, Santillana, Uruguai, 2014
- La vida de la vida, AFEBAC, Cuenca (Espanya), 2016.
- Naturalmente Tú, Associació El Cuenco de Baubo, Cuenca (Espanya), 2016